# Lochsong
Lochsong (1988-2014) est un cheval de course pur-sang anglais, élu cheval de l'année en Europe en 1993.

## Carrière de courses
Portant les couleurs de son éleveur Jeff Smith, Lochsong débute tardivement, à l'été de ses 3 ans. Trois courses seulement cette année-là, pour deux victoires, dans un maiden et un petit handicap. De retour à 4 ans, la jument n'a pas le profil d'une championne mais se lance dans le difficile circuit des handicaps à l'anglaise, des charges de cavalerie dont eux seuls ont le secret, avec 20, 25, 30 chevaux au départ. Lochsong parvient à se sortir de cet éprouvant bourbier, et remonte l'alphabet de la catégorie, de la classe F à la classe B, et des victoires dans des gros handicaps prestigieux. Désormais, la pensionnaire de Ian Balding, trop forte pour la catégorie, est obligée de toquer à l'étage supérieur, celui des courses de groupe. Son premier essai, dans les Diadem Stakes, montre qu'elle y a toute sa place : elle termine deuxième de l'excellent Wolfhound.
En 1993, Lochsong chante plus fort : confirmant qu'elle peut batailler avec les meilleurs sprinters européens, mais incapable de gagner, elle prend une autre dimension à la faveur de sa nouvelle association, à partir de l'été, avec Lanfranco Dettori. En compagnie du crack jockey italien, elle bat deux fois le très bon Paris House, dans les King George Stakes puis les Nunthorpe Stakes, son premier groupe 1. Troisième de Wolfhound dans Haydock Sprint Cup, cette pure sprinteuse trouve une autre consécration dans le Prix de l'Abbaye de Longchamp, un second succès de prestige qui lui vaut le titre de sprinter européen de l'année.
Lochsong reste à l'entraînement à 6 ans pour une troisième saison au plus haut niveau plus riche encore que les deux précédentes. Elle s'impose définitivement comme la reine du sprint en Europe, cumulant trois succès dont les King's Stand Stakes durant le meeting de Royal Ascot. Sa première défaite de la saison intervient dans la July Cup : tellement sprinteuse, Lochsong ne tient même pas 1 200 mètres. Mais sur 1 000 mètres, et malgré une course manquée dans les Nunthorpe Stakes, elle est la meilleure et le prouve en conservant son titre dans le Prix de l'Abbaye de Longchamp, devenant le quatrième cheval à réalisé le doublé dans la grande épreuve parisienne, et la dernière en date. En revanche, elle ne s'adapte pas du tout au style de course américain lorsqu'elle prend part à la Breeders' Cup Sprint, pour son ultime apparition en piste. La championne quitte la scène, récoltant un second titre de sprinter européen de l'année, logique pour celle qui aura inscrit à son palmarès  les trois meilleurs sprints d'Europe sur 1 000 mètres, King's Stand Stakes, les Nunthorpe Stakes et le Prix de l'Abbaye de Longchamp, un exploit que le seul Battaash imitera un quart de siècle plus tard. Surtout, Lochsong reçoit le titre de cheval de l'année en Europe. Elle reste, à ce jour, le seul sprinter récipiendaire de cette récompense créée en 1991.

### Résumé de carrière
| Date         | Hippodrome      | Pays        | Course                        | Statut      | Distance    | Jockey             | Place       | Écart       | Vainqueur ou deuxième |
| 1991, 3 ans  | 1991, 3 ans     | 1991, 3 ans | 1991, 3 ans                   | 1991, 3 ans | 1991, 3 ans | 1991, 3 ans        | 1991, 3 ans | 1991, 3 ans | 1991, 3 ans           |
| ------------ | --------------- | ----------- | ----------------------------- | ----------- | ----------- | ------------------ | ----------- | ----------- | --------------------- |
| 15 août      | Salisbury       | Royaume-Uni | Maiden                        |             | 1 400 m     | Paul Eddery        | 2e / 7      | 3           | Miller's Tale         |
| 16 octobre   | Redcar          | Royaume-Uni | Maiden                        |             | 1 200 m     | Ray Cochrane       | 1er / 7     | 2           | Strimmer              |
| 26 octobre   | Newbury         | Royaume-Uni | Racing School Handicap        | Class E     | 1 400 m     | Francis Arrowsmith | 1er / 19    | cte tête    | Revoke                |
| 1992, 4 ans  |                 |             |                               |             |             |                    |             |             |                       |
| 15 avril     | Pontefract      | Royaume-Uni | St. Giles Handicap            | Class F     | 1 200 m     | Francis Arrowsmith | 3e / 17     | 1 ¼         | Pharaoh's Dancer      |
| 12 mai       | York            | Royaume-Uni | Sprint Trophy                 | Class C     | 1 200 m     | Willie Carson      | 1er / 21    | 1 ½         | So Rythmical          |
| 19 juin      | Ascot           | Royaume-Uni | Workingham Handicap           | Class B     | 1 200 m     | Willie Carson      | 4e / 29     | 1 ¾         | Red Rosein            |
| 28 juillet   | Goodwood        | Royaume-Uni | Stewards Cup Handicap         | Class B     | 1 200 m     | Willie Carson      | 1er / 30    | 1/2         | Duplicity             |
| 9 septembre  | Doncaster       | Royaume-Uni | Portland Handicap             | Class B     | 1 100 m     | Willie Carson      | 1er / 22    | encolure    | Venture Capitalist    |
| 19 septembre | Ayr             | Royaume-Uni | Ayr Gold Cup Handicap         | Class B     | 1 200 m     | Francis Arrowsmith | 1er / 28    | 2           | Echo-Logical          |
| 26 septembre | Ascot           | Royaume-Uni | Diadem Stakes                 | Gr. 3       | 1 200 m     | Willie Carson      | 2e / 11     | 1 ½         | Wolfhound             |
| 1993, 5 ans  |                 |             |                               |             |             |                    |             |             |                       |
| 1er mai      | Newmarket       | Royaume-Uni | Palace House Stakes           | Gr. 3       | 1 000 m     | Willie Carson      | 3e / 16     | 4 ½         | Paris House           |
| 13 mai       | York            | Royaume-Uni | Duke of York Stakes           | Gr. 3       | 1 200 m     | Lester Piggott     | 4e / 10     | 1/2         | Hamas                 |
| 31 mai       | Sandown         | Royaume-Uni | Temple Stakes                 | Gr. 2       | 1 000 m     | Lanfranco Dettori  | 4e / 10     | 2 ¾         | Paris House           |
| 3 juin       | Chantilly       | France      | Prix du Gros-Chêne            | Gr. 2       | 1 000 m     | Freddy Head        | 3e / 6      | 1 ½         | Surprise Offer        |
| 3 juillet    | Sandown         | Royaume-Uni | Sprint Stakes                 | Listed      | 1 000 m     | Lanfranco Dettori  | 1er / 7     | 4           | Bunty Boo             |
| 29 juillet   | Goodwood        | Royaume-Uni | King George Stakes            | Gr. 3       | 1 000 m     | Lanfranco Dettori  | 1er / 11    | tête        | Paris House           |
| 19 août      | York            | Royaume-Uni | Nunthorpe Stakes              | Gr. 1       | 1 000 m     | Lanfranco Dettori  | 1er / 11    | 1 ½         | Paris House           |
| 4 septembre  | Haydock         | Royaume-Uni | Haydock Sprint Cup            | Gr. 1       | 1 200 m     | Lanfranco Dettori  | 3e / 7      | 2 ½         | Wolfhound             |
| 3 octobre    | Longchamp       | France      | Prix de l'Abbaye de Longchamp | Gr. 1       | 1 000 m     | Lanfranco Dettori  | 1er / 11    | 6           | Stack Rock            |
| 1994, 6 ans  |                 |             |                               |             |             |                    |             |             |                       |
| 30 avril     | Newmarket       | Royaume-Uni | Palace House Stakes           | Gr. 3       | 1 000 m     | Lanfranco Dettori  | 1er / 14    | 3           | Tropical              |
| 30 mai       | Sandown         | Royaume-Uni | Temple Stakes                 | Gr. 2       | 1 000 m     | Lanfranco Dettori  | 1er / 9     | 1 ¾         | Lavinia Fontana       |
| 17 juin      | Ascot           | Royaume-Uni | King's Stand Stakes           | Gr. 2       | 1 000 m     | Lanfranco Dettori  | 1er / 8     | 5           | Blyton Lad            |
| 7 juillet    | Newmarket       | Royaume-Uni | July Cup                      | Gr. 1       | 1 200 m     | Willie Carson      | 8e / 9      | 5 ½         | Owington              |
| 26 juillet   | Goodwood        | Royaume-Uni | King George Stakes            | Gr. 3       | 1 000 m     | Lanfranco Dettori  | 1er / 15    | 1 ¼         | Mistertopogigo        |
| 18 août      | York            | Royaume-Uni | Nunthorpe Stakes              | Gr. 1       | 1 000 m     | Lanfranco Dettori  | 10e / 10    | 9           | Piccolo               |
| 2 octobre    | Longchamp       | France      | Prix de l'Abbaye de Longchamp | Gr. 1       | 1 000 m     | Lanfranco Dettori  | 1er / 10    | 5           | Mistertopogigo        |
| 5 novembre   | Churchill Downs | États-Unis  | Breeders' Cup Sprint          | Gr. 1       | 1 200 m     | Lanfranco Dettori  | 14e / 14    | 19          | Cherokee Run          |

## Au haras
Retirée au haras où elle a vu le jour, Littleton Stud, dans le comté du Hampshire au sud de l'Angleterre, Lochsong a eu huit produits, parmi lesquels cinq ont franchi le poteau d'arrivée en tête. Parmi eux, Loch Verdi (par Green Desert) a remporté une Listed et Lochridge (par Indian Ridge) s'est illustrée à l'étage supérieur en se classant troisième des Diadem Stakes (Gr.2) et des Summer Stakes (Gr.3). Lochsong est morte en 2014, victime d'une crise de coliques.

## Origines
Le pedigree de Lochsong sent bon l'Angleterre, et il est dépourvu du moindre courant de sang en vogue dans l'élevage international. Son père, Song, fut lui aussi un sprinter de grand talent, victorieux dans les King's Stand Stakes, les Temple Stakes, et les Diadem Stakes.
Côté maternel, si la mère Peckitts Well, une élève de Littleton Stud, n'a pas marqué les mémoires par ses prestations sur la piste (malgré 5 victoires en 21 sorties), elle a réussi l'exploit de donner deux lauréates de groupe 1 puisque Lochangel, la sœur de Lochsong par Night Shift, s'est imposée elle aussi dans les Nunthorpe Stakes, en sus de ses accessits dans les Temple Stakes, les King's Stand Stakes et les King George Stakes. Lochangel est aussi la deuxième mère du bon Norse King, vainqueur du Prix du Conseil de Paris et troisième d'une édition légendaire du Prix Ganay dans laquelle Cirrus des Aigles défit Trêve. On trouve une trace de classicisme dans cette famille avec la quatrième mère de Lochsong, Evening Shoe, qui se classa troisième des Irish 1000 Guineas en 1963.

### Pedigree
| Origines de Lochsong (GB), jument baie né en 1988 | Origines de Lochsong (GB), jument baie né en 1988 | Origines de Lochsong (GB), jument baie né en 1988 | Origines de Lochsong (GB), jument baie né en 1988 |
| ------------------------------------------------- | ------------------------------------------------- | ------------------------------------------------- | ------------------------------------------------- |
| Père Song                                         | Sing Sing                                         | Tudor Minstrel                                    | Owen Tudor                                        |
| Père Song                                         | Sing Sing                                         | Tudor Minstrel                                    | Sansonnet                                         |
| Père Song                                         | Sing Sing                                         | Agin The Law                                      | Portlaw                                           |
| Père Song                                         | Sing Sing                                         | Agin The Law                                      | Revolte                                           |
| Père Song                                         | Intent                                            | Vilmorin                                          | Gold Bridge                                       |
| Père Song                                         | Intent                                            | Vilmorin                                          | Queen of The Meadows                              |
| Père Song                                         | Intent                                            | Under Canvas                                      | Winterhalter                                      |
| Père Song                                         | Intent                                            | Under Canvas                                      | Shelton                                           |
| Mère Peckitts Well                                | Lochnager                                         | Dumbarnie                                         | Dante                                             |
| Mère Peckitts Well                                | Lochnager                                         | Dumbarnie                                         | Lost Soul                                         |
| Mère Peckitts Well                                | Lochnager                                         | Miss Barbara                                      | Le Dieu d'Or                                      |
| Mère Peckitts Well                                | Lochnager                                         | Miss Barbara                                      | Barbarona                                         |
| Mère Peckitts Well                                | Great Grey Niece                                  | Great Nephew                                      | Honeyway                                          |
| Mère Peckitts Well                                | Great Grey Niece                                  | Great Nephew                                      | Sybil's Niece                                     |
| Mère Peckitts Well                                | Great Grey Niece                                  | Grey Shoes                                        | Grey Sovereign                                    |
| Mère Peckitts Well                                | Great Grey Niece                                  | Grey Shoes                                        | Evening Shoe (famille 13-a)                       |